# 1925年の相撲
1925年の相撲（1925ねんのすもう）は、1925年の相撲関係のできごとについて述べる。
1924年-1925年-1926年

## できごと
この年の台覧相撲の際の下賜金で天皇杯を作成し、幕内最高優勝力士に授与されることとなった。これを機に、東京・大阪の両相撲協会の合同の計画が進展し、7月に両協会間で合併の調印が行われ、日本大相撲連盟が成立した。12月28日、財団法人化の認可が下りた。

## 台覧相撲
- 4月29日 - 東宮御所において、摂政皇太子裕仁親王（後の昭和天皇）が誕辰祝賀余興相撲を台覧[3]。

## 本場所など
- 1月場所（大阪相撲）[3]
  - 興行場所:新世界国技館
  - 1月2日より10日間興行
- 1月場所（東京相撲）[4]
  - 興行場所:両国国技館
  - 1月9日より11日間興行
  - 100対96で西方勝利。旗手は若葉山鐘。個人優勝は栃木山守也。
- 5月場所（東京相撲）[5]
  - 興行場所:両国国技館
  - 5月14日より11日間興行
  - 101対88で東方勝利。旗手は能代潟錦作。個人優勝は西ノ海嘉治郎。
- 6月場所（大阪相撲）[6]
  - 興行場所:新世界国技館
  - 6月7日より10日間興行
- 第1回東西連盟大相撲（前半）[6]
  - 興行場所:京都八坂新道
  - 11月14日より10日間興行

## その他相撲披露
- 11月2日-3日 - 明治神宮競技大会。勝ち抜きトーナメントを開催。優勝は栃木山守也[7]。

## 誕生
- 1月17日 - 福井山常志（最高位：十両5枚目、所属：出羽海部屋）
- 2月9日 - 常ノ山勝正（最高位：前頭2枚目、所属：出羽海部屋、+ 1987年【昭和62年】）[8]
- 2月13日 - 2代式守伊三郎（元・三役格行司、所属：時津風部屋、+ 1987年【昭和62年】）
- 2月20日 - 栃錦清隆（第44代横綱、所属：春日野部屋、第5代日本相撲協会理事長、+ 1990年【平成2年】）[9]
- 3月31日 - 信夫山治貞（最高位：関脇、所属：小野川部屋→陣幕部屋→小野川部屋、+ 1977年【昭和52年】）[10]
- 4月13日 - 時津山仁一（最高位：関脇、所属：立浪部屋、+ 1968年【昭和43年】）[11]
- 4月18日 - 國登國生（最高位：小結、所属：高砂部屋、+ 1995年【平成7年】）[12]
- 7月15日 - 出羽錦忠雄（最高位：関脇、所属：出羽海部屋、+ 2005年【平成17年】）[9]
- 7月20日 - 美楯山海一郎（最高位：十両2枚目、所属：立浪部屋→双葉山道場→時津風部屋）
- 8月1日 - 大昇充宏（最高位：前頭筆頭、所属：春日山部屋→立浪部屋→春日山部屋、+ 2009年【平成21年】）[13]
- 8月13日 - 清水川明於（最高位：小結、所属：追手風部屋、+ 1979年【昭和54年】）[14]
- 8月28日 - 神錦國康（最高位：前頭5枚目、所属：高嶋部屋、+ 2005年【平成17年】）[15]
- 9月28日 - 豊光重信（最高位：十両18枚目、所属：立浪部屋→双葉山道場→時津風部屋、+ 1962年【昭和37年】）
- 9月29日 - 豊山鬼吉（最高位：前頭17枚目、所属：錦島部屋→伊勢ノ海部屋、+ 2011年【平成23年】）[16]
- 10月21日 - 大ノ浦一廣（最高位：前頭16枚目、所属：二所ノ関部屋→芝田山部屋→花籠部屋、+ 1987年【昭和62年】）[17]
- 12月3日 - 27代木村庄之助（元・立行司、所属：立浪部屋、+ 2023年【令和5年】）[18]
- 12月4日 - 10代式守与太夫（元・三役格行司、所属：春日山部屋→立浪部屋、+ 1983年【昭和58年】）

## 死去
- 4月3日 - 五所車菊太郎（最高位：前頭8枚目、所属：宮城野部屋→勝ノ浦部屋、* 1870年【明治3年】）
- 6月11日 - 18代木村庄之助（立行司（現役没）、* 1860年【万延元年】）[19]
- 11月9日 - 平ノ石辰治郎（最高位：前頭4枚目、所属：玉垣部屋→尾車部屋→峰崎部屋、年寄：玉垣、* 1880年【明治13年】）[20]
- 12月8日 - 鉞り鉄五郎（最高位：前頭13枚目、所属：浦風部屋→高砂部屋、* 1867年【慶応3年】）
- 12月26日 - 14代式守伊之助（立行司（現役没）、* 1870年【明治3年】）[21]